# Biała Liptowska
Biała Liptowska lub po prostu Biała (słow. Belá, niem. Belafluss, węg. Béla-patak ) – rzeka na Słowacji, prawy dopływ Wagu. Powstaje z połączenia dwóch potoków spływających z Tatr: Cichej Wody spływającej Doliną Cichą Liptowską oraz Koprowej Wody spływającej Doliną Koprową. Połączenie to następuje na wysokości 976 m, nieco powyżej osiedla Podbańska. Od tego miejsca Biała spływa w kierunku południowo-zachodnim, płynie przez miejscowości Przybylina, Kokawa Liptowska, Wawrzyszówi i Liptowski Gródek. W tej ostatniej miejscowości uchodzi do Wagu. Następuje to na wysokości 629 m.
Biała ma długość około 22 km i na słowackim Podtatrzu jest jednym z największych dopływów Wagu. Odwadnia znaczną część południowych stoków Tatr Zachodnich – od południowego grzbietu Krywania po Barańce. Jej zlewnia ma obszar 224 km². Jest to rzeka typowo górska. Zamontowano na niej liczne wodomierze i totalizatory. Średni przepływ wody w Podbańskiej wynosi 3,43 m³/s, a wahania tego przepływu są ogromne; od 0,46 do 179 m³/s. Temperatura wody jest niska; w ciągu roku waha się od 0-8°C, średnio wynosi 4,2°C.
Oprócz Koprowej Wody i Cichej Wody główne dopływy Białej to: Mlynskẏ potok, Raczkowy Potok, Krivuľa, Bystra, Surovẏ potok i Kamienisty Potok. Wszystkie są dopływami prawymi. Tylko niewielki Mlynskẏ potok powstaje na Kotlinie Liptowskiej, pozostałe spływają z Tatr. Z lewej strony uchodzi do Białej tylko niewielki Dovalovec, płynący do niej równolegle. Cała jego zlewnia znajduje się na Kotlinie Liptowskiej.
Biała zasilana jest głównie wodami z Tatr, ale płynie przez Kotlinę Liptowską, bardzo często zmieniając swoje koryto. Odbywają się na niej spływy oraz zawody kajakowe.

## Galeria zdjęć

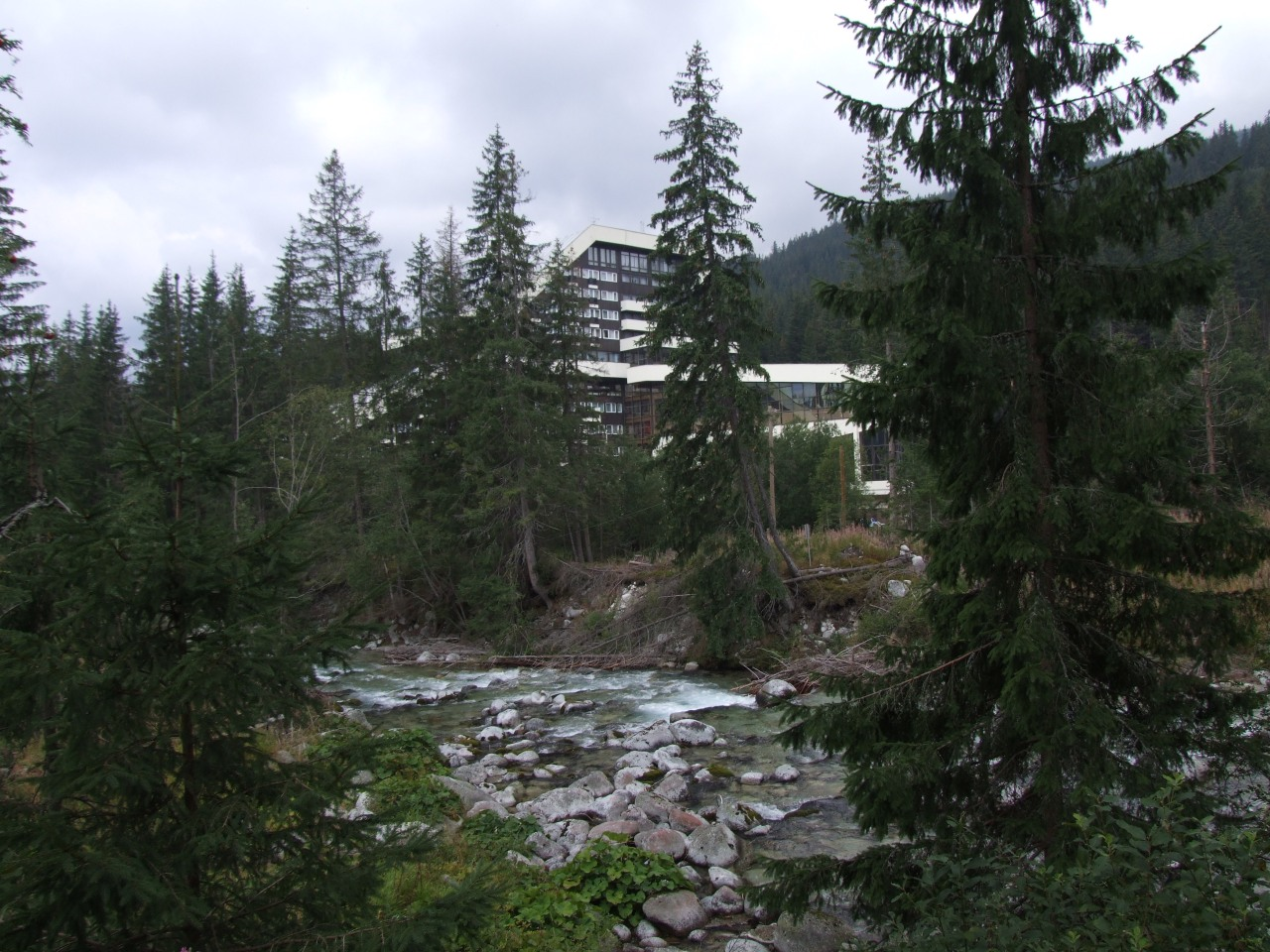
Biała w Podbańskiej
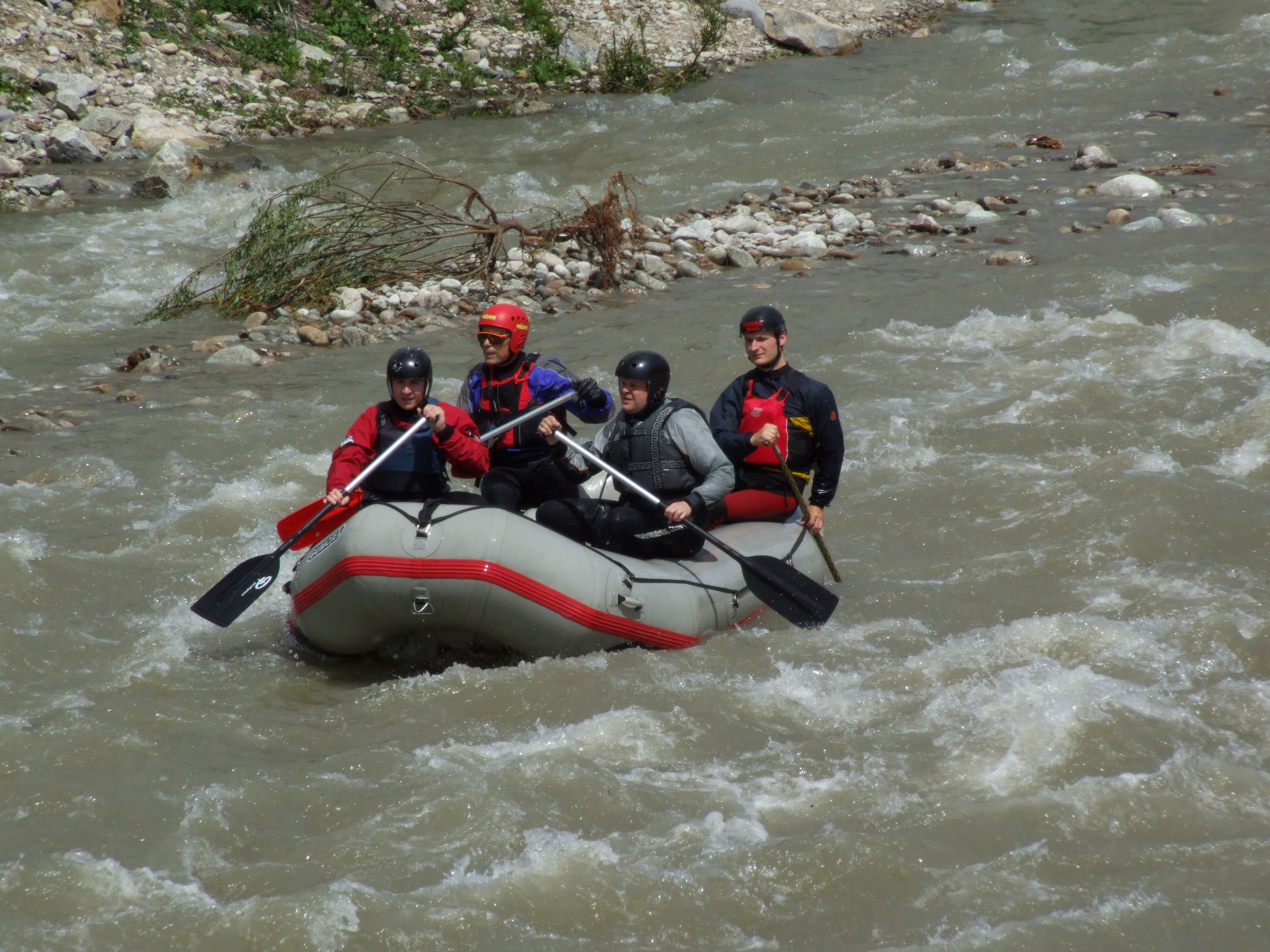
Spływ pontonem
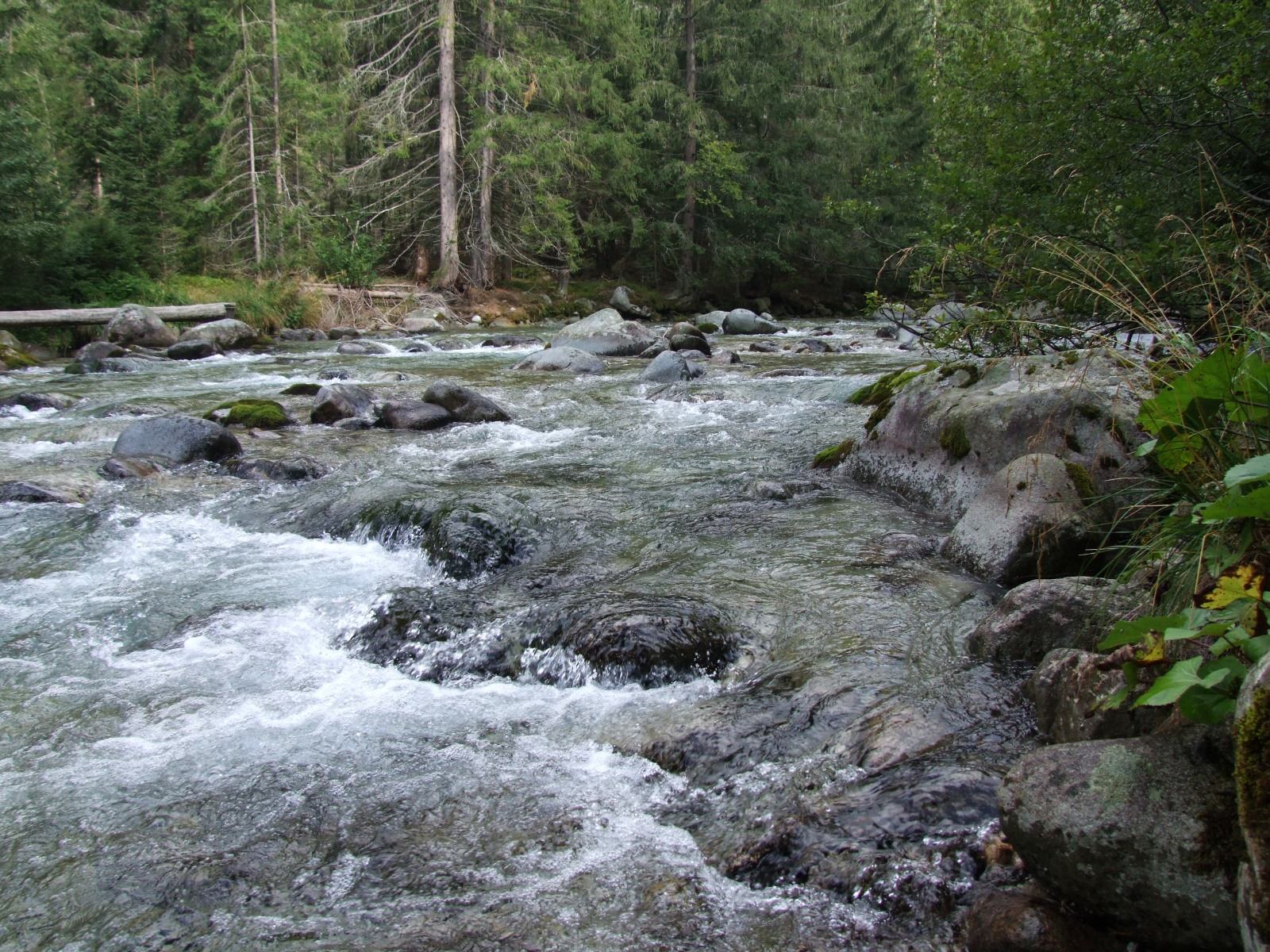
Biała Liptowska
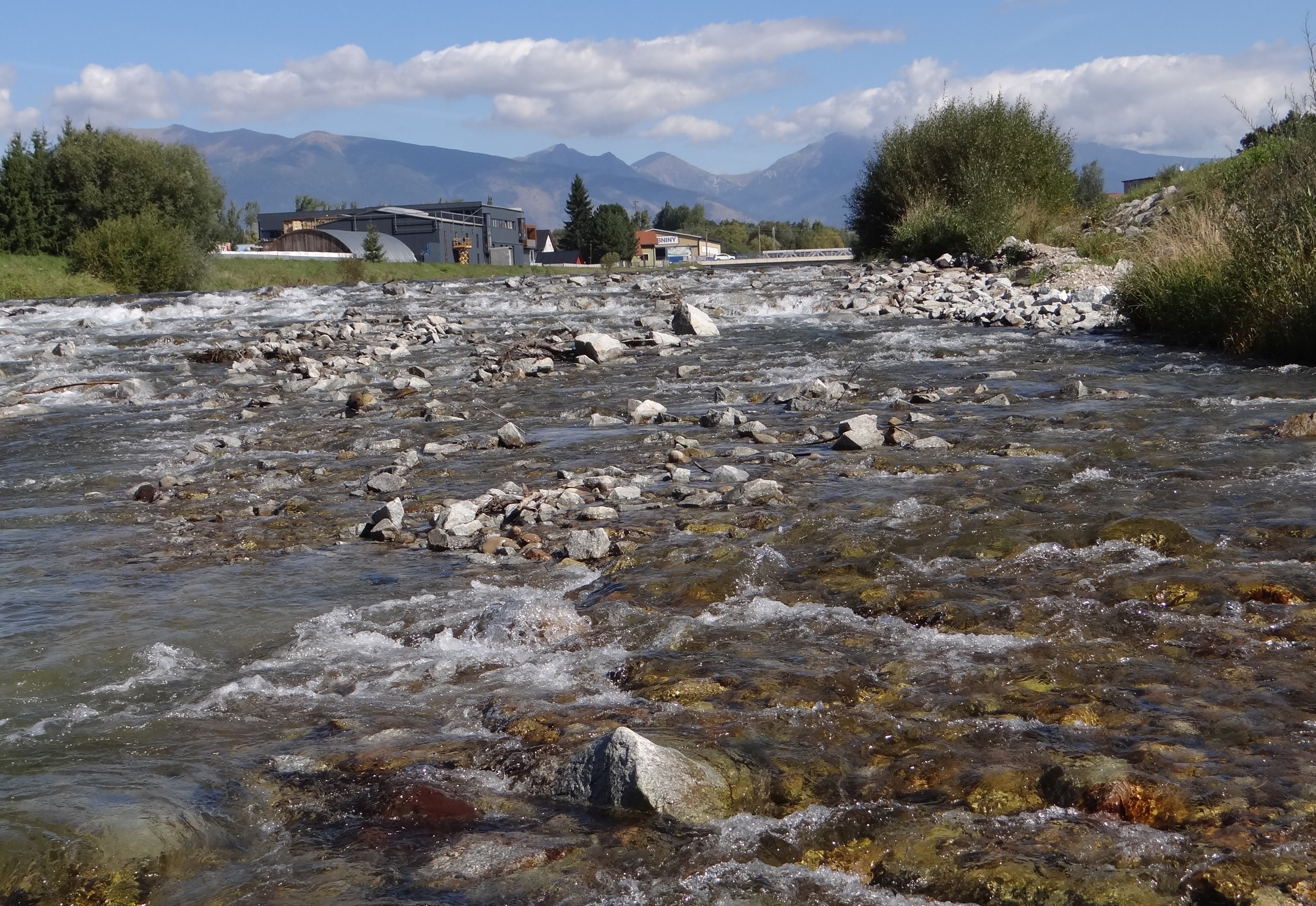
Biała w Liptowskim Gródku